# Fed Cup 2012 Wereldgroep I play-offs
De Fed Cup 2012 Wereldgroep I play-offs vormden een naspel van de Fed Cup 2012, waarin promotie en degradatie tussen de twee hoogste niveaus (Wereldgroep I en Wereldgroep II) werden bevochten.
De wedstrijden werden gespeeld op 21 en 22 april 2012.

## Reglement
De vier verliezende teams van de eerste ronde van de Wereldgroep I en de vier winnaars van de Wereldgroep II nemen aan dit naspel deel. Het ITF Fed Cup comité bepaalt welke vier landen geplaatst worden, aan de hand van de ITF Fed Cup Nations Ranking. Hun tegenstanders worden door loting bepaald. Welk land thuis speelt, hangt af van hun vorige ontmoeting (om de andere), dan wel door loting als zij niet eerder tegen elkaar speelden. Een landenwedstrijd bestaat uit (maximaal) vijf "rubbers": vier enkelspelpartijen en een dubbelspelpartij. Het land dat drie "rubbers" wint, is de winnaar van de landenwedstrijd. De vier winnende landen plaatsen zich voor de Fed Cup Wereldgroep I in het jaar erop. De vier verliezende landen zullen in het volgend jaar deelnemen in Wereldgroep II.

## Deelnemers
In 2012 namen de volgende acht landen deel aan de Wereldgroep I play-offs:
- Duitsland (verloor van Tsjechië in de Wereldgroep I)
- Oekraïne (verloor van Italië in de Wereldgroep I)
- Spanje (verloor van Rusland in de Wereldgroep I)
- België (verloor van Servië in de Wereldgroep I)
- Verenigde Staten (won van Wit-Rusland in de Wereldgroep II)
- Australië (won van Zwitserland in de Wereldgroep II)
- Slowakije (won van Frankrijk in de Wereldgroep II)
- Japan (won van Slovenië in de Wereldgroep II)

## Plaatsing, loting en uitslagen
| locatie   | ondergrond    | thuisspelend land | uitslag | uitspelend land      |
| --------- | ------------- | ----------------- | ------- | -------------------- |
| Charkov   | gravel        | Oekraïne          | 0-5     | Verenigde Staten (1) |
| Tokio     | hardcourt (i) | Japan             | 4-1     | België (2)           |
| Marbella  | gravel        | Spanje (3)        | 2-3     | Slowakije            |
| Stuttgart | gravel (i)    | Duitsland         | 2-3     | Australië (4)        |

### Vervolg
- De Verenigde Staten, Japan, Slowakije en Australië promoveerden van de Wereldgroep II in 2012 naar de Wereldgroep I in 2013.
- Oekraïne, België, Spanje en Duitsland degradeerden van de Wereldgroep I in 2012 naar de Wereldgroep II in 2013.